# 天主教绥远总教区
天主教綏遠總教區（拉丁語：Archidioecesis Soeiiuenensis；又稱為：天主教呼和浩特總教區；中國官方教會稱為：呼和浩特教區）是天主教在中國內蒙古自治區中部設立的一個總教區，屬於蒙古教省。

## 概況
1946年4月11日，聖座在中國設立聖統制，綏遠宗座代牧區升格為綏遠總教區，屬於蒙古教省。蒙古教省屬下有三個教區，分別是西湾子教區、宁夏教區和集宁教區，且曾經協助管理外蒙古庫倫自治傳教區。1980年8月，中國天主教愛國會未經聖座准許，擅自將內蒙古自治區內的教區按照行政區劃重新劃分為呼和浩特教區、赤峰教區、巴彥淖爾盟教區、包頭教區、烏蘭察布盟教區。
教座位於內蒙古自治區呼和浩特市通道南街50號的呼和浩特耶穌聖心主教座堂，又稱為小南關天主教堂。現任總教區主教為孟青祿。

## 历史

### 1949年前
1883年12月21日，聖座將蒙古宗座代牧區一分為三，成立西南蒙古宗座代牧區、中蒙古宗座代牧區和東蒙古宗座代牧區。三個宗座代牧區的教務均是由比利時籍聖母聖心會會士負責。西南蒙古宗座代牧區教座最初設在阿拉善的三道河子，德玉明主教出任成為首任宗座代牧，下設小橋畔（伊盟南部，今陕西省榆林市靖边县东坑镇小桥畔村）、二十四頃地（在薩拉齊廳）、三道河子3個堂區。
1888年德玉明主教去世，由甘肅宗座代牧區韓默理主教調任接替出任宗座代牧。1900年春，鑒於二十四頃地一帶教務進展迅速，韓默理把主教府遷至二十四頃地。同年7月在庚子之亂中，二十四顷地主教座堂被清軍和義和團燒毀，900多名信徒被殺，韓默理主教遊街示眾後被燒死。
1922年3月14日，聖座將西南蒙古宗座代牧區以教座所在地方更名為綏遠宗座代牧區。1946年4月11日，聖座在中國設立聖統制，綏遠宗座代牧區升格為綏遠總教區，屬於蒙古教省，穆清海出任為綏遠總教區首任總主教。
1949年时，绥远总教区共有88座天主堂、教区司铎35人、会籍司铎41人、教友39,470名。

### 1949年后
1949年10月1日，中國共產黨在中國大陸地區建立中華人民共和國，並開始針對天主教進行宗教迫害及打壓，教會已經無法正常運作。1950年，綏遠總教區信徒人數為41,932人、29個堂區、69位司鐸和34位修女。其後，綏遠總教區的外籍傳教士先後被捕，並被中國政府驅逐出境。
1966年至1979年文化大革命期間，教區的所有宗教活動停止，主教座堂遭到破壞。1980年代初，綏遠總教區逐步恢復宗教活動。
1980年8月，由中國政府控制的組織中國天主教愛國會未經聖座准許，擅自將內蒙古自治區內的教區按照行政區劃重新劃分為呼和浩特教區、赤峰教區、巴彥淖爾盟教區、包頭教區、烏蘭察布盟教區。
2012年1月30日，地下教會團體教區署理高江平神父及6名身兼教區參議員的神父在二連浩特被政府帶走，後高神父走脫成功。其中，褚建力神父、丁占民神父、王虎神父及趙潤喜神父曾短暫獲釋後再被帶走，並在同年2月13日被政府強迫與公開教會團體的綏遠總教區主教孟青祿主教及兩名神父，在包頭市官井梁天主堂共祭彌撒。在場約有80位信徒參與彌撒，其中約20人是地下教會團體信徒及修女。同年2月15日，教區署理高神父被發現及帶走。

## 歷任主教

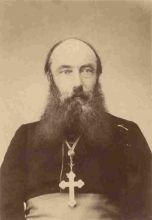
韩默理主教

### 西南蒙古宗座代牧
- 德玉明主教, C.I.C.M.（1883年12月12日-1888年7月21日）：比利時籍[8]
- 韓默理主教, C.I.C.M.（1888年8月30日-1900年7月15日）：比利時籍[9]
- 閔玉清主教, C.I.C.M.（1901年4月3日-1915年2月16日）：比利時籍[10]

### 綏遠宗座代牧
- 葛崇德主教, C.I.C.M.（1915年8月10日-1937年）：比利時籍[11]
- 穆清海主教, C.I.C.M.（1938年3月21日-1946年4月11日）：比利時籍[12]

### 綏遠總主教
- 穆清海總主教, C.I.C.M.（1946年4月11日-1951年8月19日）：比利時籍
- 王学明總主教（1951年8月19日-1997年2月10日）[13][14]
  - 李從哲輔理主教（1985年-2001年）：地下教會團體秘密晉牧，未獲政府承認。[15]
  - 姜立人助理主教（1989年-2001年12月）：地下教會團體秘密晉牧，未獲政府承認。[16]
- 王希賢主教（1997年-2005年5月25日）[17]
- 孟青祿主教（2010年-現任）[18][19][20]